# Hemisaga vepreculae
Hemisaga vepreculae é uma espécie de insecto da família Tettigoniidae.
É endémica da Austrália.